# Supercoppa Primavera 2021
La Supercoppa Primavera 2021 è stata la diciottesima edizione della competizione, che si è disputata il 9 dicembre 2021 allo stadio Carlo Castellani di Empoli. A sfidarsi sono state l'Empoli e la Fiorentina, vincitrici rispettivamente del Campionato e della Coppa Italia nella stagione 2020-21. Ad imporsi è stata la Fiorentina, che ha vinto per 4-3 ai tiri di rigore dopo il 3-3 dei tempi supplementari.
L'Atalanta era la squadra campione in carica.

## Tabellino
| Arbitro: | Fontani (Siena) |

|                                               |                      |                                                   |
| Magazzu 19’ Rizza 24’ Fazzini 119’            | Marcatori            | 62’ Agostinelli 90’ Toci 105’ Krastev             |
| Rizza Pezzola Logrieco Fazzini Degl'Innocenti | Tiri di rigore 3 – 4 | Munteanu Corradini Rocchetti Favasuli Agostinelli |

| Empoli | Fiorentina |